# Heuringhem
Heuringhem (flämisch: Horingem) ist eine französische Gemeinde mit 1.389 Einwohnern (Stand: 1. Januar 2022) im Département Pas-de-Calais in der Region Hauts-de-France. Sie gehört zum Arrondissement Saint-Omer und zum Kanton Fruges. 

## Geographie
Die Gemeinde Heuringhem liegt etwa sechs Kilometer südsüdöstlich von Saint-Omer und elf Kilometer nordwestlich von Aire-sur-la-Lys am Flüsschen Melde. Umgeben wird Heuringhem von den Nachbargemeinden Blendecques im Norden, Campagne-lès-Wardrecques im Nordosten, Wardrecques im Nordosten und Osten, Racquinghem im Osten, Quiestède im Südosten und Süden, Ecques im Süden sowie Helfaut im Westen.

## Bevölkerungsentwicklung
| Jahr                       | 1962 | 1968 | 1975 | 1982 | 1990 | 1999 | 2006 | 2013 | 2022 |
| Einwohner                  | 544  | 588  | 660  | 924  | 1212 | 1287 | 1311 | 1331 | 1389 |
| Quellen: Cassini und INSEE |      |      |      |      |      |      |      |      |      |

## Sehenswürdigkeiten
- Kirche Saint-Riquier aus dem 17. Jahrhundert
- Herrenhaus von Lescoire

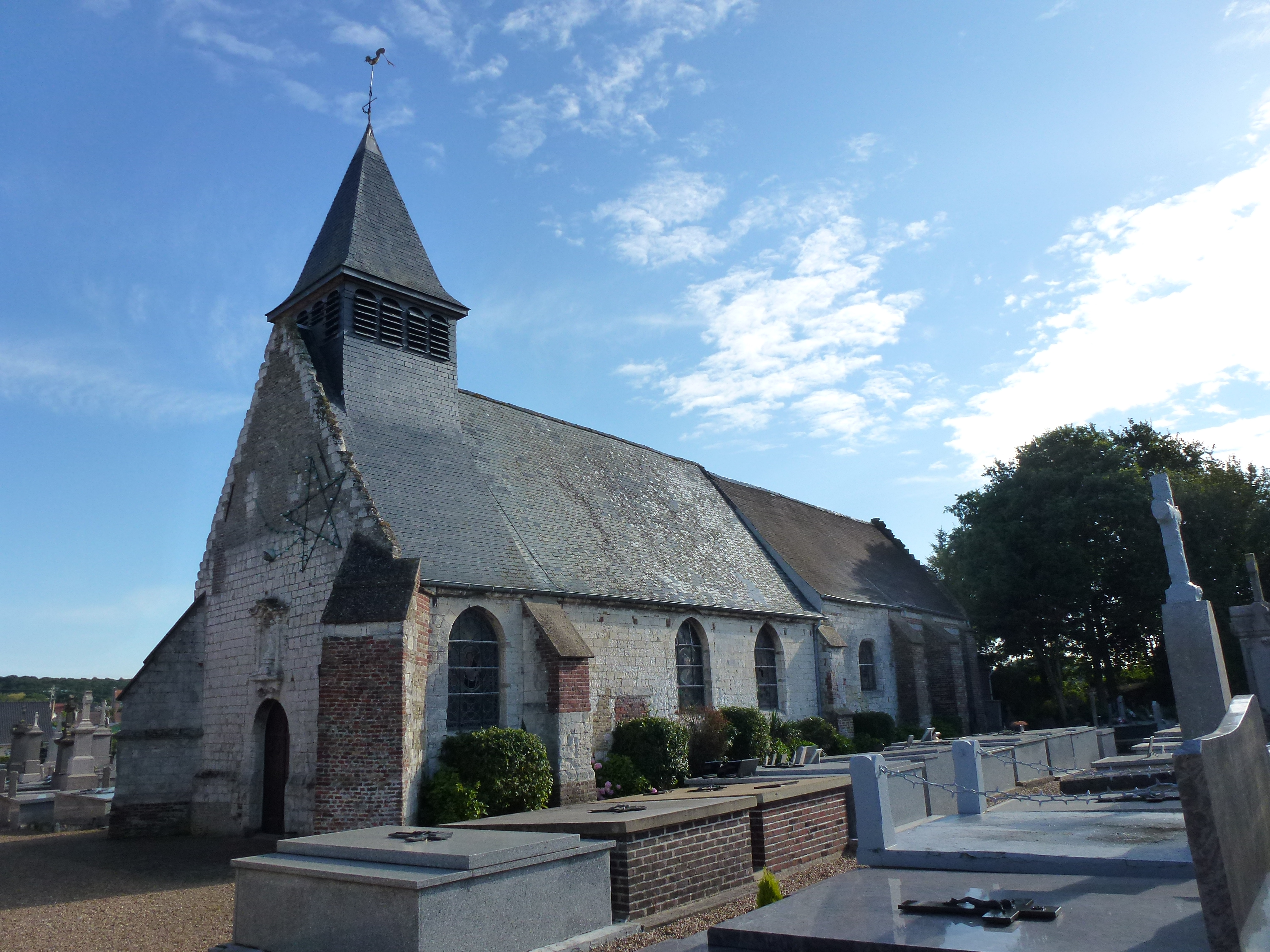
Kirche Saint-Riquier
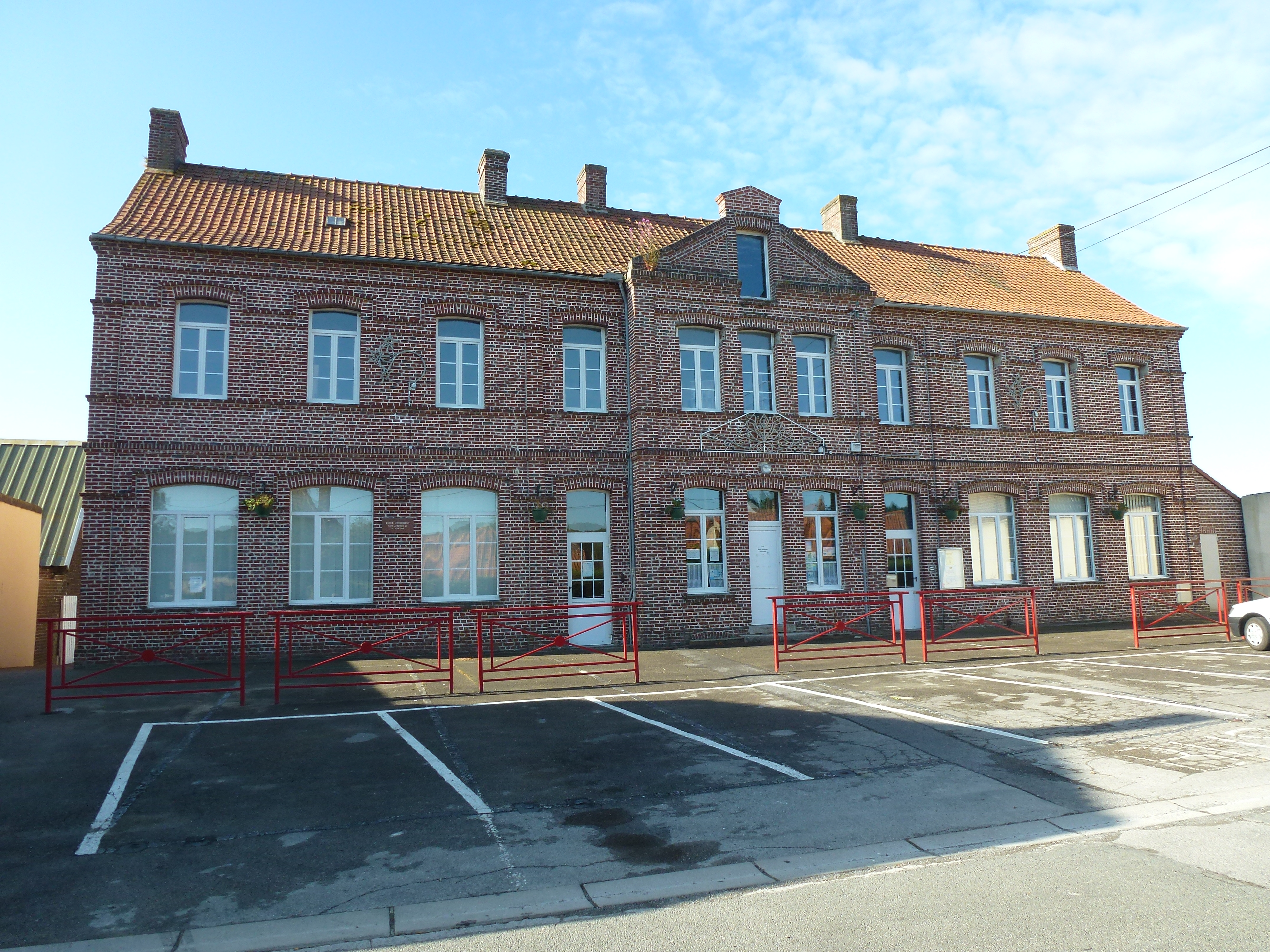
Schule
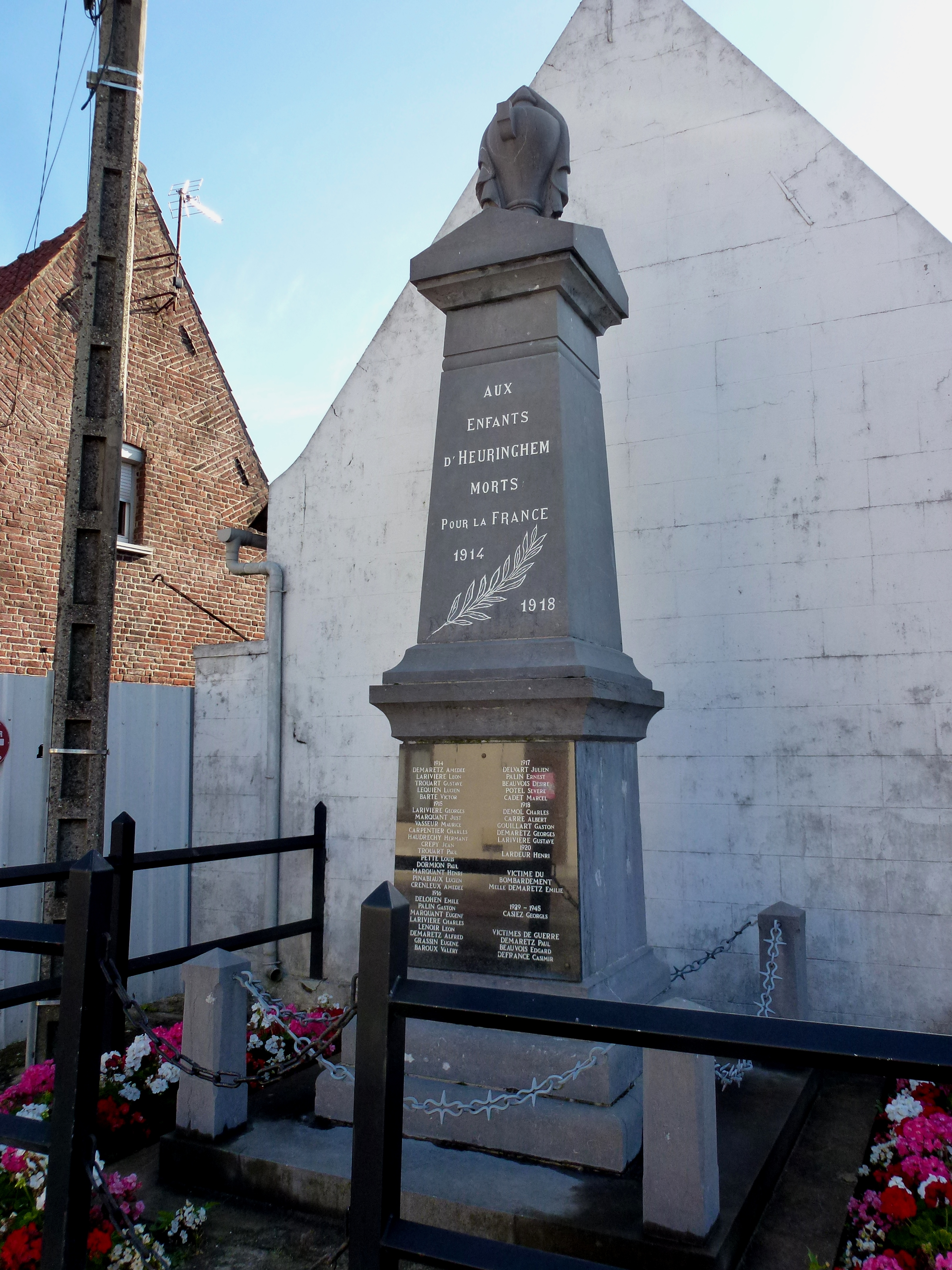
Gefallenendenkmal

## Gemeindepartnerschaft
Mit der britischen Gemeinde Sandhurst in der englischen Grafschaft Kent besteht eine Partnerschaft.